# Andreas Nemetz
Andreas Nemetz (tschechisch Ondřej Němec, * 14. November 1799 in Chwalkowitz in der Hanna, Mähren; † 21. August 1846 in Wien) war ein mährischer Posaunist, Militärkapellmeister und Komponist.
Nemetz erhielt Musikunterricht bei Moritz Kunerth in Kremsier. Seiner Rekrutierung entzog er sich durch Flucht nach Ödenburg. 1823 wurde Nemetz als Posaunist an die Wiener Hofoper berufen. Seit 1828 wirkte er als k.k. Militärkapellmeister.
Er komponierte Militärmusik; daneben verfasste er Lehrbücher für Waldhorn, Trompete und Posaune und die „Allgemeine Musikschule für Militärmusik“, die in Anton Diabellis Musikverlag herausgegeben wurde und das einzige Unterrichtswerk für Militärmusik in der Donaumonarchie war.

## Kompositionen
- Alpensänger-Marsch (Armeemarsch II, 82)
- Pasta-Marsch (seit 1830 Armeemarsch II, 83)
- Manövrier-Marsch (1836)
- Die Bestürmung von Saida, Tongemälde